# Tannenhäher

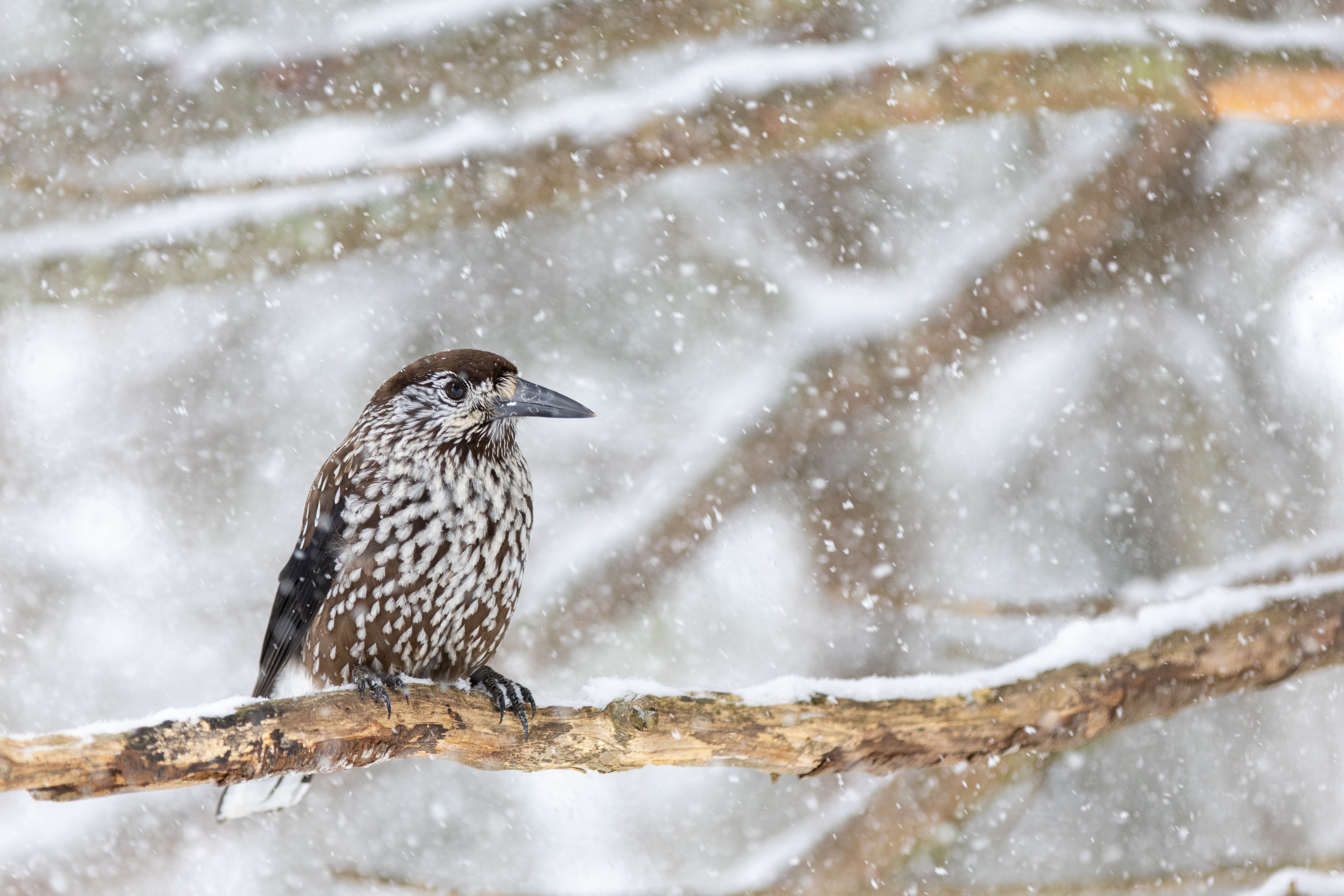
Tannenhäher in der Schweiz

Der Tannenhäher (Nucifraga caryocatactes) ist eine Singvogelart aus der Familie der Rabenvögel (Corvidae). Mit 32 bis 33 cm Körperlänge ist er ein mittelgroßer Vertreter seiner Familie, der sich durch sein schwarz-braunes, weiß getüpfeltes Gefieder und einen langen, meißelförmigen Schnabel auszeichnet. Das Verbreitungsgebiet der Art erstreckt sich von Japan über weite Teile des gemäßigten Eurasiens bis in die Westalpen. Es ist an einige wenige Pflanzenarten gebunden, von deren Samen sich die Vögel ernähren. Tannenhäher bewohnen vorwiegend borealen und montanen Nadelwald. Sie legen über den Sommer und Herbst hinweg mehrere Tausend Samen fassende Vorräte im Waldboden an, von denen sie sich den Winter über ernähren. Die meiste Zeit des Jahres lebt der Tannenhäher in Paaren oder kleinen Familienverbänden.

## Merkmale
Mit 32 bis 33 Zentimetern Körperlänge ist der Tannenhäher kleiner als der Eichelhäher und hat einen ähnlich wellenförmigen, eher undynamischen Flug. Er wirkt jedoch weniger unbeholfen als jener. Der Schwanz des Tannenhähers ist deutlich kürzer und der Kopf größer als der des Eichelhähers. Der Tannenhäher hat eine Flügelspannweite von 50 bis 58 Zentimetern und ist 120 bis 170 Gramm schwer. Der Rumpf ist dunkelbraun und mit vielen weißen Flecken bedeckt, auf jeder Feder des Kleingefieders sind weiße Keilstriche, außer auf der Kopfkappe und den Schwanzdecken. Dadurch kann er aus der Ferne eher grau aussehen und an den Star erinnern. Der kräftige Schnabel ist hellgrau, die Federn an seiner Basis weiß, die Kopfkappe und Oberschwanzdecken sind schwarzbraun. Besonders auffällig sind die weißen Unterschwanzdecken. Männchen und Weibchen sind gleich gefärbt.

## Stimme
Tannenhäher geben eher selten Lautäußerungen von sich. Ihr Ruf ist ein sehr typisches, in der Brutzeit oft zu hörendes, langgezogen und hart gerolltes „krrrrääh“, das nahezu maschinenähnlich klingt und oft in schneller Folge wiederholt wird. Dieser Ruf ist länger, dünner, höher und im Verlauf der Tonhöhen gleichmäßiger als der der Rabenkrähe. Teilweise kann leises, an die Dohle erinnerndes „jäk“ oder „kja“ gerufen werden. Der Gesang ist leise schwätzend, mit knirschenden und rauen Lauten, die an die Elster erinnern.

## Lebensraum und Verbreitung

Verbreitung des Tannenhähers:
Ganzjähriges Vorkommen

Tannenhäher kommen hauptsächlich in nadelwaldreichen Gegenden vor. Ihre Verbreitung ist eng an Gebiete mit Fichten und Zirbelkiefern (Zirbe der Alpen und die nah verwandte sibirische Schwesterart) oder Haselnüssen gebunden. So kommen sie in Südskandinavien, in Südfinnland, im Baltikum und von Polen über Sibirien bis nach Nordostchina und Japan vor. In Deutschland sind sie in den Mittelgebirgen und in den Alpen verbreitet, und zudem über den gesamten Alpenraum, den Balkan und den Kaukasus.

## Nahrung
Im Sommer lebt der Tannenhäher überwiegend von Insekten und frisst auch Eidechsen, Frösche, Vogeleier und Nestlinge. Im Spätsommer ernährt er sich von Beeren. Im Winter frisst er vor allem die Samen von Nadelhölzern. Mit Vorliebe nimmt er die Samen der Zirbelkiefer, die Zirbelnüsse, aber auch Haselnüsse. Im Herbst erscheinen Tannenhäher auch in den Tallagen, um Haselnüsse zu fressen oder als Wintervorrat zu ernten. Sie zeigen sich dabei wenig scheu. Beim Fressen einer Haselnuss halten sie diese mit einem Fuß und spalten sie mit wenigen Schnabelhieben. Auch die Nüsschen der Zirbelkiefer knacken sie mit dem sehr kräftigen Schnabel.

### Wintervorräte
Im Sommer und Herbst werden Depots mit Zirbel- und Haselnüssen im Erdboden angelegt. Dazu hackt der Häher ein Loch in den Boden und erweitert es durch Aufsperren des Schnabels, das sogenannte Zirkeln. Die größten Vorratslager (bis 24 Nüßchen) sind in den dicken Rohhumuspolstern zu finden, während über anstehendem Fels nur ein oder wenige Samen ein Vorratslager bilden; entsprechend werden in den Flechtenpolstern der Baumkronen fast immer nur einzelne Samen versteckt, so dass die durchschnittliche Anzahl pro Vorratslager zwischen 2,7 und 3,8, oberhalb der Waldgrenze bei 5,7 Nüßchen liegt. Anschließend wird das Loch wieder zugedeckt. Jeder Tannenhäher legt Tausende von Samenverstecken als Wintervorrat an. Ohne lange zu suchen, findet er 80 Prozent dieser Verstecke auch bei hohen Schneedecken sehr gut wieder. Man weiß bis heute nicht, wie genau der Tannenhäher die Depots, die er im Herbst eingerichtet hat, durch den Schnee hindurch wiedererkennt.

## Verhalten
Am auffälligsten und am leichtesten zu beobachten sind Tannenhäher im Herbst. Wenn die Haselnüsse reif werden, kommen sie bis in die Gärten, um die Nüsse zu fressen oder wegzutragen und so Vorräte für den Winter anzulegen. Ansonsten sind sie eher heimlich.
In harten Wintern wandern die Vögel in wärmere Gegenden, um Nahrung zu suchen, aber eigentlich sind sie Jahresvögel.
In manchen Jahren mit hoher Individuendichte und herbstlicher Nahrungsknappheit kommt es beim Tannenhäher der russischen Unterart (N. c. macrorhynchos), erkennbar am schmäleren Schnabel, zu Massenabwanderungen bis nach Europa, vor allem im Norden und im Ostseeraum. Die letzten großen Invasionen in Mitteleuropa fanden 1968, 1977 und 1985 statt.

## Fortpflanzung

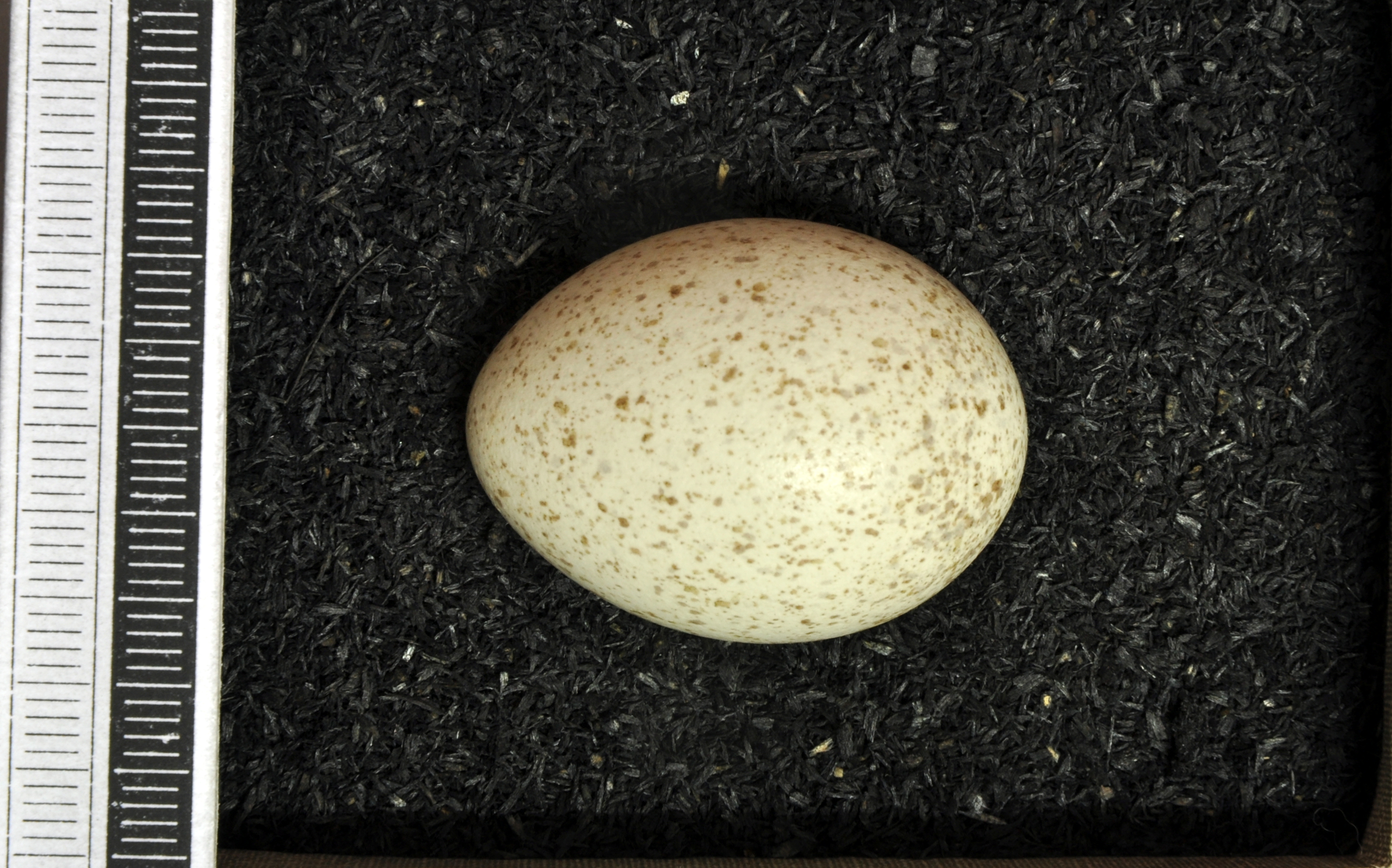
Ei, Sammlung Museum Wiesbaden

Die Nester werden bereits früh im Jahr hoch in Nadelbäumen in der Nähe des Stammes gebaut. Dabei werden bevorzugt Fichten, die Zirbelkiefer oder andere Kiefern gewählt, weniger häufig auch Lärchen. Pro Brut werden 3 bis 4 Junge großgezogen. Die Brutzeit beträgt 16 bis 21 Tage, die Nestlingszeit 21 bis 25 Tage.

## Systematik
Der Tannenhäher ist eine von drei Arten der Nussknacker (Nucifraga), die anderen Arten sind der im westlichen Nordamerika verbreitete Kiefernhäher (N. columbiana) und der Himalayahäher (Nucifraga multipunctata).
Es gibt acht Unterarten des Tannenhähers:
- Nucifraga c. caryocatactes (Linnaeus, 1758) – die Nominatform, kommt in Europa vor
- Nucifraga c. macrorhynchos C. L. Brehm, 1823 – kommt vom Ural nach Osten vor
- Nucifraga c. rothschildi Hartert, 1903 – kommt in Tian Shan vor
- Nucifraga c. japonicus Hartert, 1897 – kommt in Japan vor
- Nucifraga c. interdicta Kleinschmidt & Weigold, 1922
- Nucifraga c. macella Thayer & Bangs, 1909
- Nucifraga c. hemispila Vigors, 1831 – diese drei Unterarten kommen im Himalaya vor
- Nucifraga c. owstoni Ingram, 1910 – kommt auf Taiwan vor

## Etymologie des Namens
Der wissenschaftliche Name ist eine Tautologie: Beide Namensbestandteile bedeuten so viel wie ‚Nussbrecher‘ (Nucifraga besteht aus nux ‚Nuss‘ und frangere ‚brechen‘ und ist lateinischen Ursprungs, caryocatactes besteht aus karuon ‚Nuss‘ und katagnunai ‚brechen‘ und ist griechischen Ursprungs).
Der deutsche Name Tannenhäher ist zumindest, was die Hauptnahrung angeht, irreführend: Die Zapfen der Tannenarten zerfallen im Gegensatz zu denen anderer Nadelbaumarten am Baum. Der Tannenhäher ernährt sich dagegen vornehmlich von Zirbelkiefernsamen, die er an Arvenschmiede genannten Plätzen aus den Zapfen bricht. Tannen dienen dem Tannenhäher neben anderen Nadelbaumarten höchstens als Nistplatz, kommen aber nur in einem kleinen Teil des Verbreitungsgebietes der Vogelart vor.